# Lärling

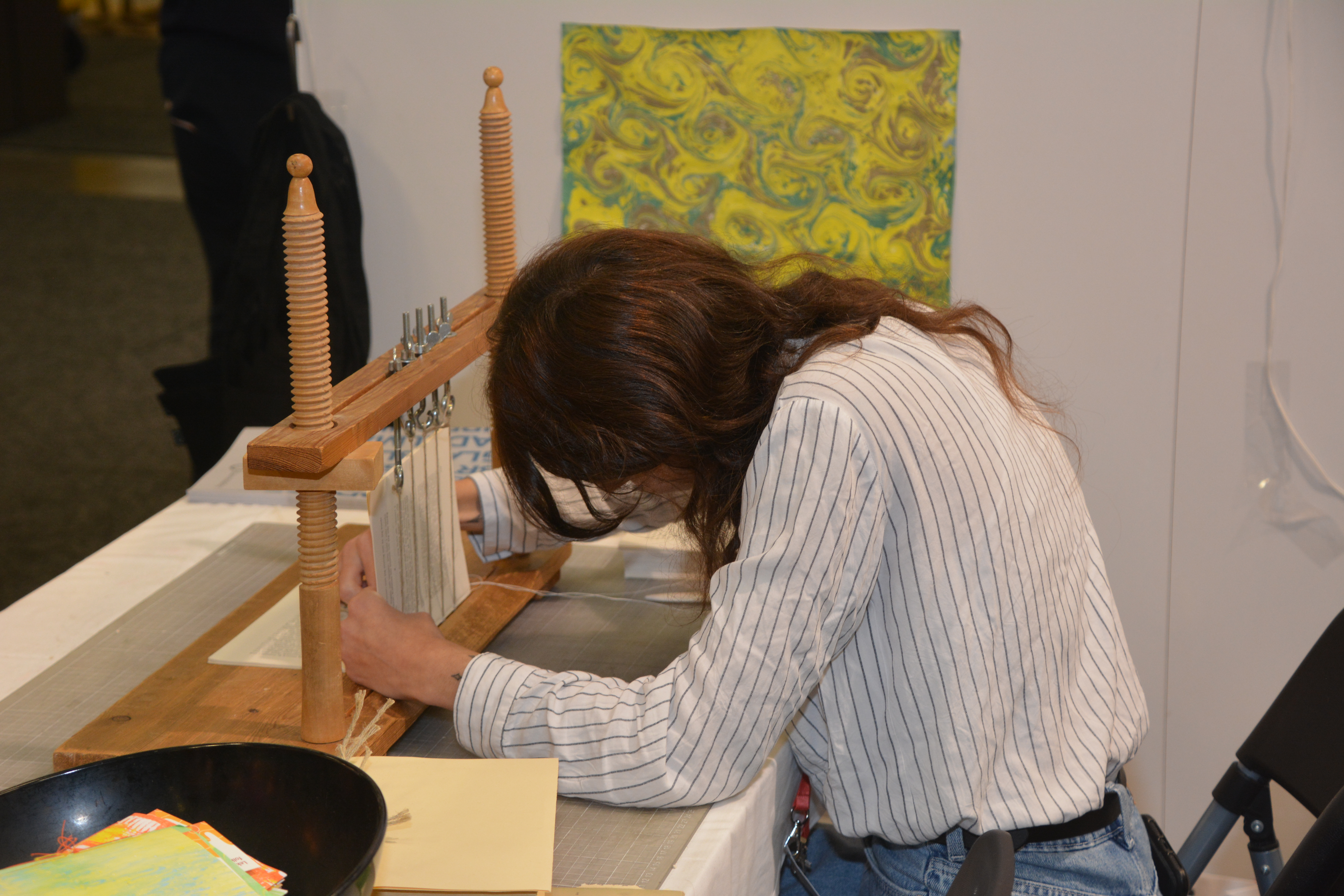
Lärling i bokbindning på Bokmässan i Göteborg, 2023

En lärling är en person som håller på att utbilda sig till något under en yrkesverksam mästare inom detta område. Lärlingen får hjälpa sin mentor och lära sig av denne. Lärlingsutbildningar kan vara olika långa beroende på vilket yrke som skall läras ut. I Sverige bedrivs lärlingsutbildningen i sin moderna form på vissa yrkesinriktade gymnasieskolprogram.
-halva är ett efterled i en yrkesbeteckning inom skråyrkena. Det syftar på en lärling, ännu inte fullärd hantverkare, till exempel smedlärling, "halv smed". Det kunde även användas som skällsord för en dålig hantverkare. Exempel på yrken med efterledet "-halva" är: skomakarhalva, smedhalva och dränghalva.

## Historik
Historiskt sedan medeltiden till början av 1800-talet var en lärling en yngling som går i lära hos en yrkesidkare, särskilt inom hantverk och lantmäteri.
Ordet lärling förekommer i svenska språket sedan 1700-talets början och kommer ursprungligen från tyskan. I texter som rör hantverksorganisationer, skråämbeten, användes termen lärepojke fram till 1800-talets mitt.
För att en lärepojke skulle antagas av en mästare krävdes vanligtvis bevis på att man var född "i äkta säng", det vill säga inom äktenskapet, samt att pojkens förmyndare betalade mästaren en avgift. I de tyska städerna krävde man även att lärlingen skulle vara av tysk börd, då slaverna betraktades som trälar.
De flesta lärepojkar var ungefär fjorton år gamla vid inträdet i mästarens hushåll och förväntades tjäna upp till fem år innan han kunde ansöka om att bli gesäll. Efter avslutad lärlingstid "frikallades" lärlingen och drog ut på vandring.
Lärepojkarna erhöll oftast ingen kontant lön, utan fick utbildning, mat och husrum samt kläder i ersättning. I och med att lärepojkarna ingick i ett hushåll innebar det att de även fick agas i disciplinerande syfte. 1669 års skrå fastslog att agan skulle vara skälig med lydelsen:
| ” | Ingen Mästare, mindre hans Gesäller må uthi Dryckenskap eller elliest aff blotta onsko illa slå och oskäligen handtera någon Läropojke | „ |

### Fotnoter
1. ↑  ”Att vara lärling”. Gymnasieguiden. https://www.gymnasieguiden.se/informeras/att-vara-laerling. Läst 17 mars 2017.
2. 1 2  ”lärling”. Förvaltningshistorisk ordbok. Svenska litteratursällskapet i Finland. 2016
3. 1 2  Hildebrand, Hans; Hjärne, Harald; Pflugk-Harttung, Julius von. ”491 (Världshistoria / Medeltiden)”. runeberg.org. https://runeberg.org/vrldhist/2/0519.html. Läst 18 juli 2021.